# Ауфзес (река)
Ауфзес (нем. Aufseß) — река в Германии, протекает по земле Бавария, в Верхней Франконии. Речной индекс 24264. Длина реки 29,60 км. Площадь бассейна 97,29 км². Высота истока 464 м. Высота устья 338 м.
Ауфзес берёт начало на западе городка Кёнигсфельд. На источнике был установлен памятный знак по случаю убийства в 1632 году во время тридцатилетней войны местного священника. Ежегодно на Пасху источник традиционно украшается.
Система водного объекта: Визент → Регниц → Майн → Рейн → Северное море.

## Галерея

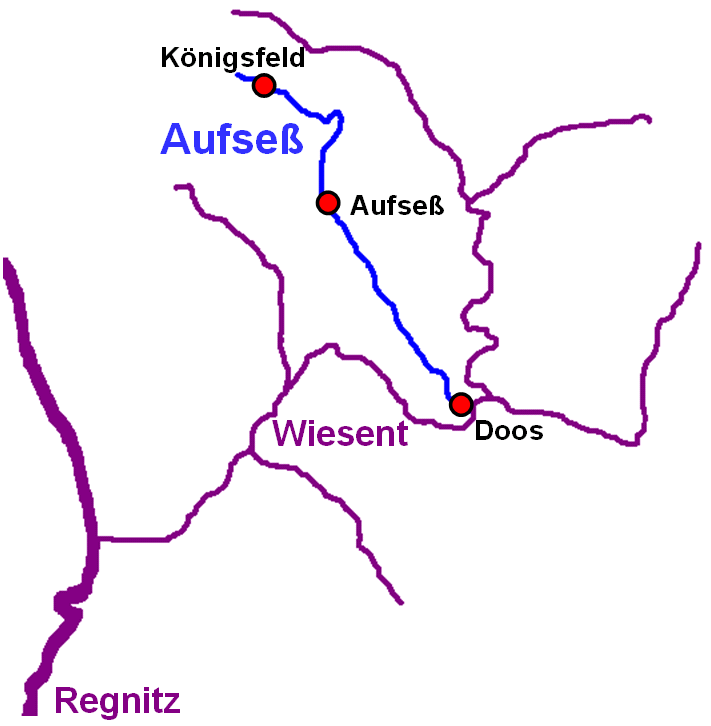
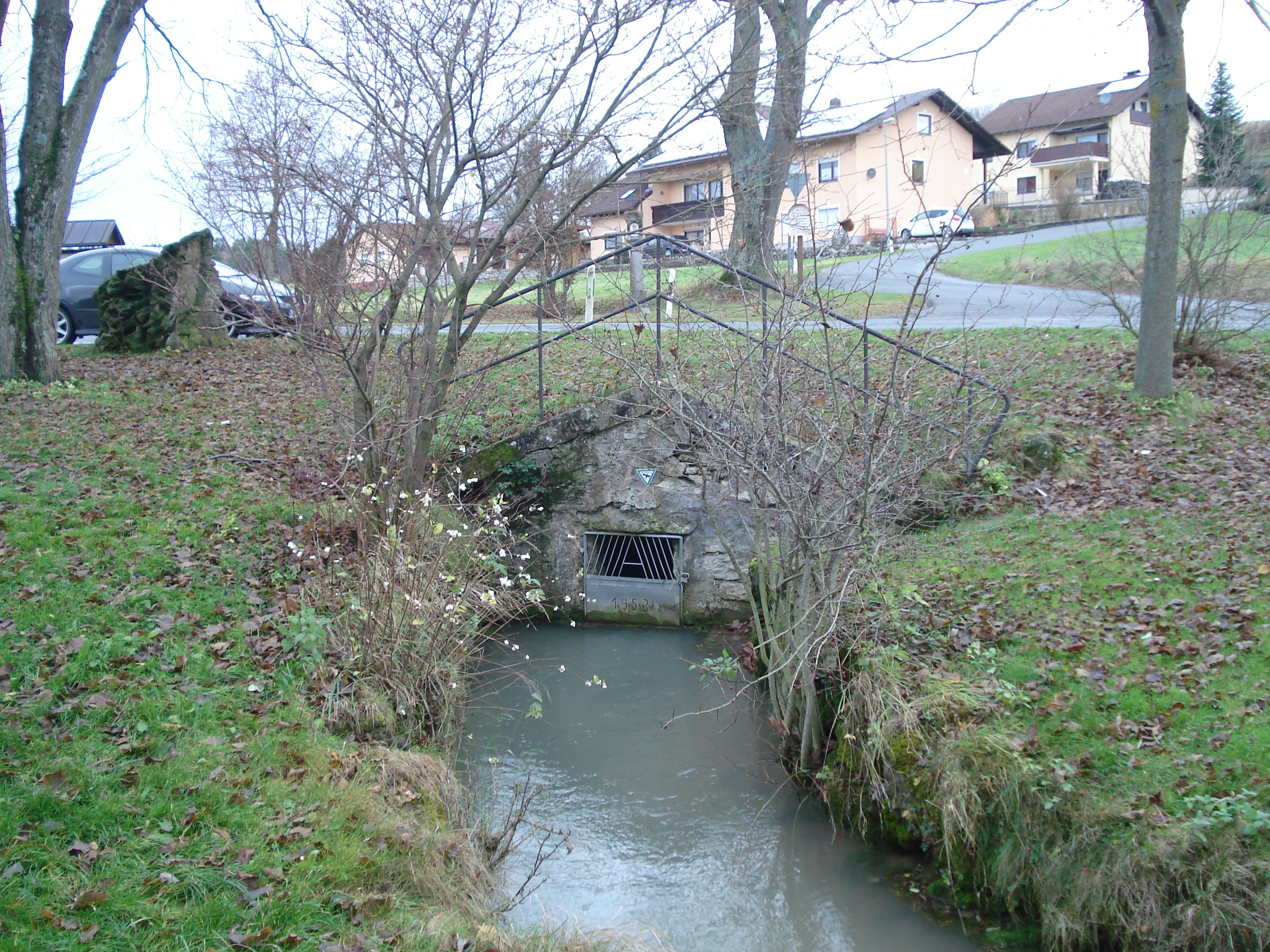
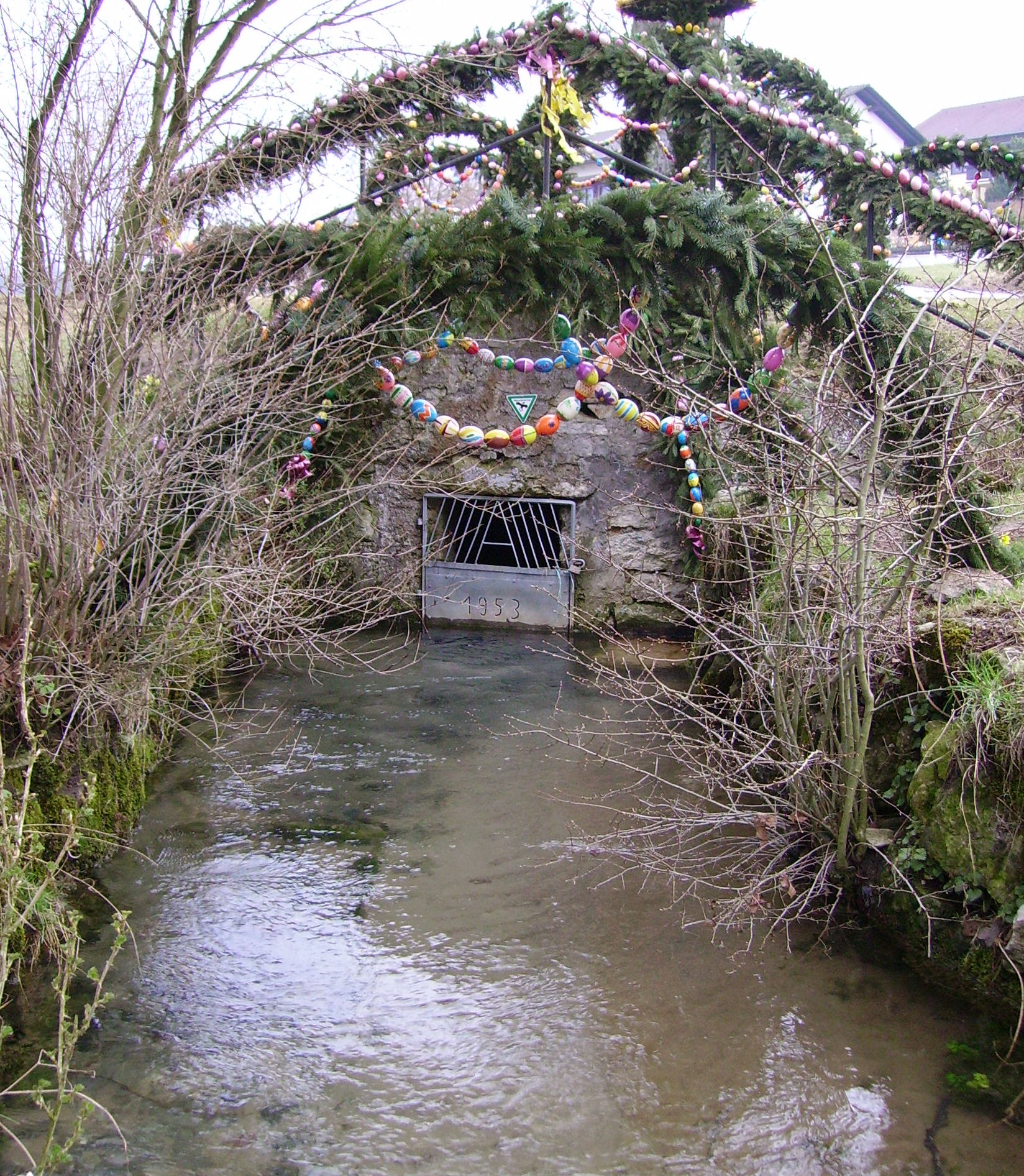